# Georges Chaigne
Pour les articles homonymes, voir Chaigne.
Georges Chaigne, né le 16 octobre 1887 à Lamothe-Landerron (Gironde) et décédé le 5 avril 1915 au Bois de Mortmare (Meuse), tombé au champ d'honneur, est un homme politique français.

## Biographie
Fils de Gabriel Chaigne, député de la Gironde, il est docteur en droit et journaliste. Il est conseiller général du canton de La Réole en 1912 et député de la Gironde en 1914, inscrit au groupe des Républicains de gauche. 

### Sources
- « Georges Chaigne », dans le Dictionnaire des parlementaires français (1889-1940), sous la direction de Jean Jolly, PUF, 1960 [détail de l’édition]